# عمرام
عمران أو عمرام (بالعبرية: עמרם) هو والد موسى وهارون ومريم وزوج يوكابد في العهد القديم بحسب سفر الخروج.

## نسبه
عمرام بن قهات بن لاوي بن يعقوب بن إسحاق بن إبراهيم بن تارح بن ناحور بن ساروغ بن رعو بن فالج بن عابر بن شالخ بن ارفخشد بن سام بن نوح بن لامك بن متوشلخ بن إدريس بن يارد بن مهلائيل بن قينان بن أنوش بن شيث بن ادم